# Инородное тело в ухе
Инородное тело в ухе — инородное тело, попавшее в наружный слуховой проход. Симптомы могут варьироваться от полного отсутствия каких-либо проявлений до наличия боли и выделений из уха. Может появиться снижение слуха. Возможные осложнения — кровотечение и повреждение кожи наружного слухового прохода.
В ухо могут попадать всевозможные предметы, включая бусины, ватные палочки, бумагу, песок, насекомых и кнопочные батарейки. Инородные тела обычно застревают в узком месте слухового прохода, на стыке между хрящевой частью (продолжением ушной раковины) и костной частью (образованной костями черепа). Диагноз ставят при осмотре наружного слухового прохода с помощью отоскопа.
Перед попыткой удаления инородного предмета для обезболивания в ухо можно закапать подогретый 1-2 % раствор лидокаина. При необходимости процедуру можно проводить в состоянии седации. Существует несколько методик удаления инородного тела из уха, в том числе отсасывание, орошение и удаление с помощью щипцов. При признаках повреждения кожи наружного слухового прохода можно использовать ушные капли с антибиотиком. К возможным осложнениям при попытке удаления инородного тела относится перфорация барабанной перепонки.
Инородные тела в ухе — довольно распространенная проблема. Большинство пациентов — дети, у которых уши являются самым частым местом попадания в организм инородных тел. Инородные тела в ухе описаны ещё в античной литературе, в том числе в работах Гиппократа, датированных 400 годом до н. э.